# Luta (Lublin)
Luta [pronunciación en polaco: /ˈluta/] es un pueblo ubicado en el distrito administrativo de Gmina Włodawa, dentro del condado de Włodawa, Voivodato de Lublin, en Polonia oriental, cercano a la frontera con Bielorrusia. Se encuentra aproximadamente a 11 kilómetros al suroeste de Włodawa y a 68 kilómetros al este de la capital regional Lublin.

## Historia
Un pequeño pueblo situado a pocos kilómetros de Sobibor. El pueblo fue ocupado por los alemanes en la primavera de 1940. Luta fue un campo de trabajos forzados para judíos que funcionó entre 1940 y 1942, donde se asesinó a cientos de personas.